# チェーリエ・メッサーピカ
チェーリエ・メッサピーカ（イタリア語: Ceglie Messapica）は、イタリア共和国プッリャ州ブリンディジ県にある、人口約19,000人の基礎自治体（コムーネ）。

## 地理

### 位置・広がり
サレント平野とイトリア谷の中間の、海抜300mの小高い2つの丘の上にある。県都のブリンディジから西へ36km、ターラントから東北東へ31km、バーリから南西へ75km。観光地で有名なアルベルベッロから南東へ28km。最寄りの空港はブリンディジ(BDS)。

#### 隣接コムーネ
隣接するコムーネは以下の通り。括弧内のTAはターラント県所属を示す。
- フランカヴィッラ・フォンターナ
- マルティーナ・フランカ (TA)
- オストゥーニ
- サン・ミケーレ・サレンティーノ
- ヴィッラ・カステッリ

## 歴史
B.C.15世紀頃にエーゲ海を追われた古代ギリシャ民族のペラスギ(海の民)と呼ばれるミケーネ人がこの土地に住み付いたという説がある。
BC7世紀頃、バルカン半島西部（現在のクロアチア、モンテネグロ、アルバニア）から移動してきたイリュリア人によって言語や文化がもたらされた。BC6世紀～BC1世紀にかけて南イタリアの東側沿岸部をメッサピア人が支配するが、メッサピア人の起源はこのイリュリア人だと考えられている。

地名もメッサピア時代に付けられたもので、チェーリエ(Ceglie)は「天」を意味するラテン語のカエリア(Caelia)に由来し、メッサーピカ(Messapica)はメッサピア人が築いた要塞の石壁を指す。

イリュリア人の移動

BC1世紀頃、ターラントを支配していたギリシャ人はアドリア海への陸路を築こうとし、数十年に渡ってメッサピア人と衝突した。メッサーピカは軍事的に重要な役割を担ったがBC303年に戦いに負けた。やがてローマ帝国に征服され、混血を繰り返してメッサピア人は途絶えた。その後、町はノルマンシュヴァーベン人やアンジュー帝国、封建領主などに統治されながら拡張した。

## 名所・遺跡

### ドゥカーレ城   Ducal Castle
旧市街の中心に建つドゥカーレ城は、ノルマン様式の円筒形の3つの塔があることから1100年頃の建物と考えられるが正確な記録は残っていない。
高さ34mの四角い塔は、当時の封建領主のサンセヴェリーノ家が1492年に増築した。サンセヴェリーノ家は14世紀から17世紀まで町を統治し複数の修道院を建てるなど町の発展に貢献した。

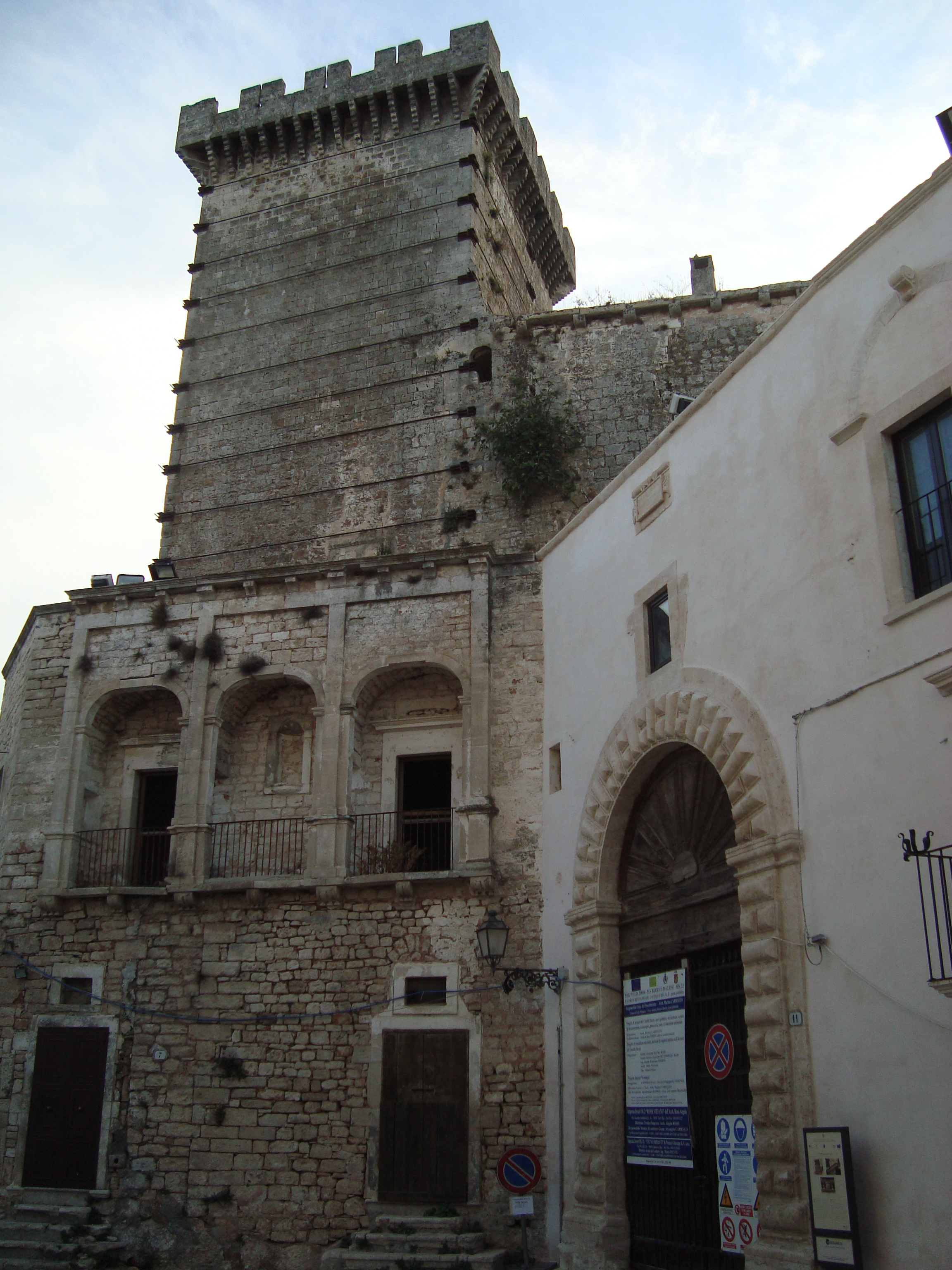
ドゥカーレ城の塔

20世紀に入って最後の領主が町を去ると、城は放置されたままとなりやがて屋根や中2階の床が崩落した。市は修復と保存のため1980年代から城の買収を始めるが、過去の所有者による遺産分割で多数の相続人に手に渡っており、全ての買収が終わったのは2014年のことだった。2016年に城内に図書館と美術館が設けられた。修復作業は継続中で、塔を始めとする多くの部分が見学できない状態にある(2024年現在)。

### スペッキエ　Specchie
この地に都市が築かれたのはイリュリア人が渡ってくるよりも遥か前のB.C.15世紀頃であり、チェーリエ・メッサーピカはイタリアで最古の都市の一つだと言われている。
その根拠とされるのが「スペッキエ」"Specchie"と呼ばれる、丘の上に石灰岩を積み上げた塚である。底面は長手方向が20〜30mの楕円形、高さ10〜15mのドーム形をしており、その造りがB.C.1500年頃にエーゲ海で栄えたミケーネ文明に見られる「トロス」と呼ばれる領主の墓(円蓋墓)とよく似ているからである。

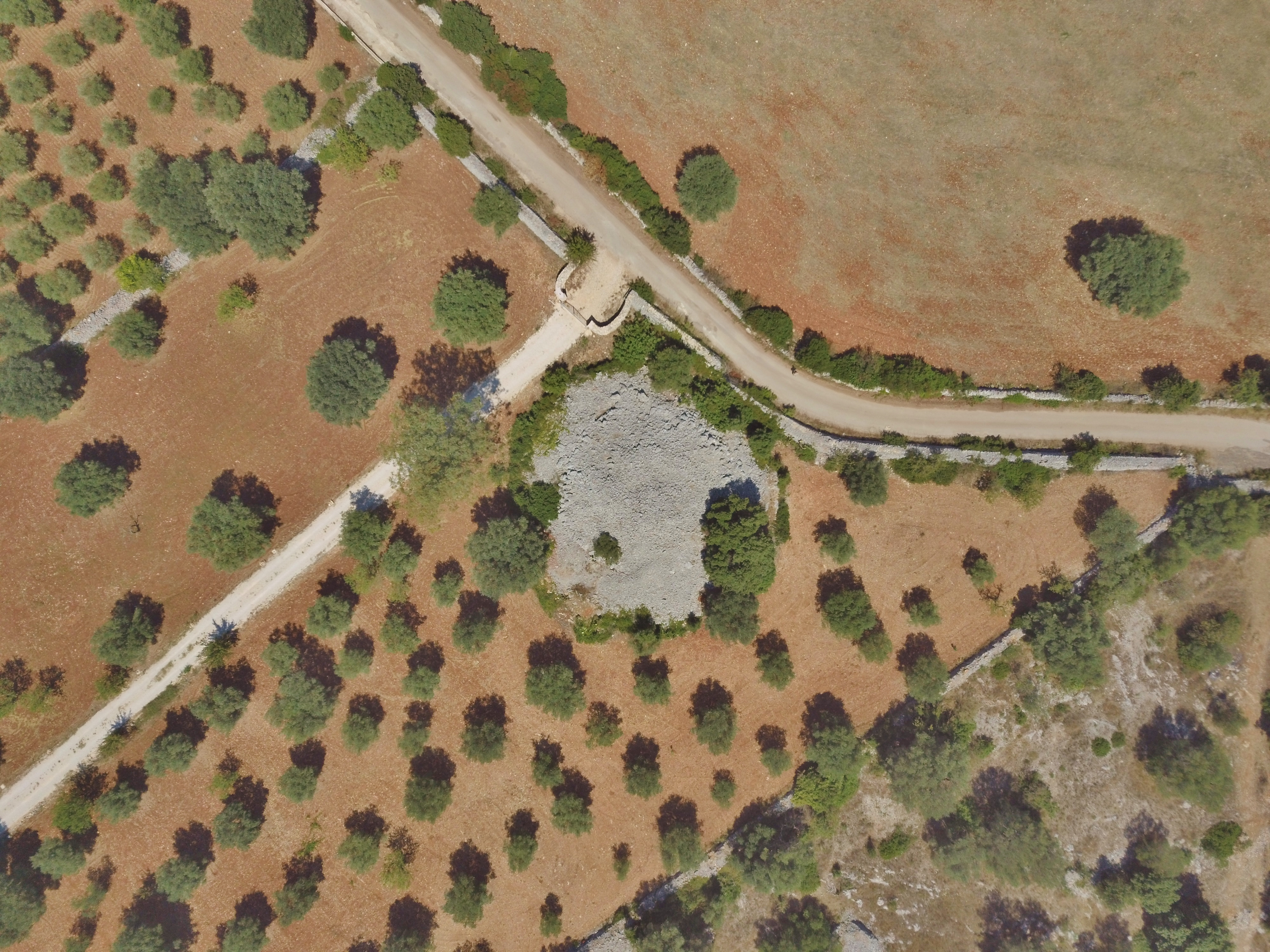
上空から見たスペッキエ

サレント平野からイトリア渓谷では良好な状態のスペッキエが40基発見されているが、チェーリエ・メッサーピカ周辺が最も多くこれまでに18基が確認されている。ミケーネ文明と同様に長らく墳墓と思われていたが、埋葬物が見つからないため、現在は監視や防御のために作られたという説が有力となっている。スペッキエとは鏡を意味し、ラテン語の「Specular＝観測所」から由来している。メサピア時代の陶器類が出土されることもあるが、これらはメサピア人が墳墓として再利用したり新しく建設したものと思われる。

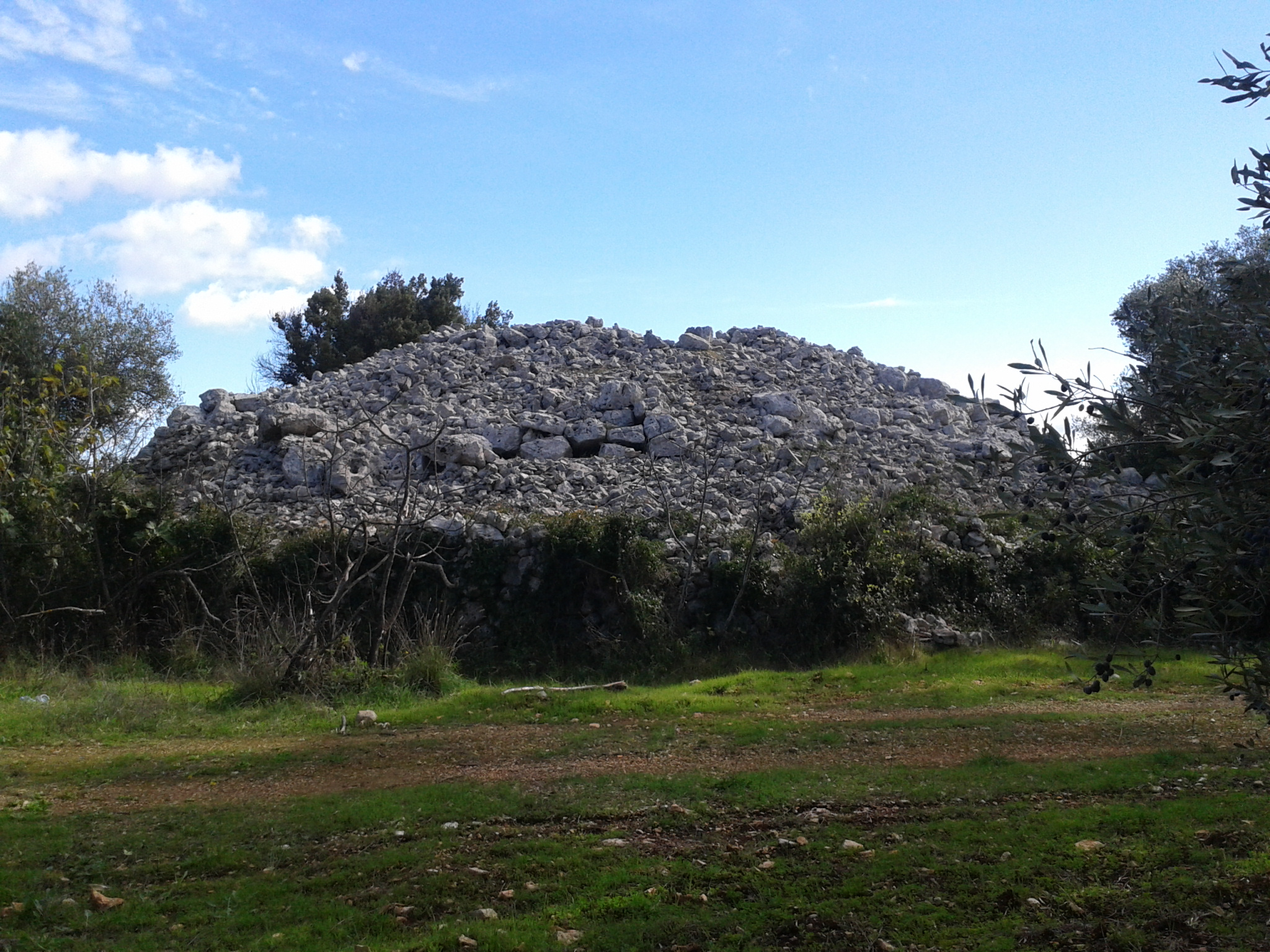
地上から見たスペッキエ

地域の住民が舗装や石垣に使用したり、近年の開発行為や石材業者の採掘などで破壊または消滅してしまったものも多い。

## 気候
夏は6月から9月の3ヶ月続き、暖かく乾燥してほとんどの日が晴れている。冬は長く寒く、風が強い。気温は0℃を下回ったり34℃を超えることは滅多にない。雨は7月が最も少なく11月に多い。12月から2月に5ミリ程度の雪が降ることがある。
最も早い日の出は6月14日05:18、最も遅い日の出は1月4日07:13。最も遅い日の入りは6月27日20:25、最も早い日の入りは 12月8日16:22。
2024年は3月31日から10月27日、夏時間(DST)が採用された。
| チェーリエ・メッサーピカ, 2016-2023の気候 | チェーリエ・メッサーピカ, 2016-2023の気候 | チェーリエ・メッサーピカ, 2016-2023の気候 | チェーリエ・メッサーピカ, 2016-2023の気候 | チェーリエ・メッサーピカ, 2016-2023の気候 | チェーリエ・メッサーピカ, 2016-2023の気候 | チェーリエ・メッサーピカ, 2016-2023の気候 | チェーリエ・メッサーピカ, 2016-2023の気候 | チェーリエ・メッサーピカ, 2016-2023の気候 | チェーリエ・メッサーピカ, 2016-2023の気候 | チェーリエ・メッサーピカ, 2016-2023の気候 | チェーリエ・メッサーピカ, 2016-2023の気候 | チェーリエ・メッサーピカ, 2016-2023の気候 | チェーリエ・メッサーピカ, 2016-2023の気候 |
| 月                                        | 1月                                       | 2月                                       | 3月                                       | 4月                                       | 5月                                       | 6月                                       | 7月                                       | 8月                                       | 9月                                       | 10月                                      | 11月                                      | 12月                                      | 年                                        |
| ----------------------------------------- | ----------------------------------------- | ----------------------------------------- | ----------------------------------------- | ----------------------------------------- | ----------------------------------------- | ----------------------------------------- | ----------------------------------------- | ----------------------------------------- | ----------------------------------------- | ----------------------------------------- | ----------------------------------------- | ----------------------------------------- | ----------------------------------------- |
| 平均最高気温 °C （°F）                    | 11 (52)                                   | 11 (52)                                   | 14 (57)                                   | 17 (63)                                   | 22 (71)                                   | 27 (80)                                   | 29 (85)                                   | 29 (84)                                   | 25 (77)                                   | 20 (68)                                   | 16 (60)                                   | 12 (54)                                   | 19.4 (66.9)                               |
| 日平均気温 °C （°F）                      | 8 (46)                                    | 8 (46)                                    | 10 (50)                                   | 13 (55)                                   | 18 (64)                                   | 22 (71)                                   | 25 (77)                                   | 25 (77)                                   | 21 (69)                                   | 17 (62)                                   | 12 (54)                                   | 9 (48)                                    | 15.7 (59.9)                               |
| 平均最低気温 °C （°F）                    | 4 (40)                                    | 4 (40)                                    | 6 (43)                                    | 9 (48)                                    | 13 (55)                                   | 17 (63)                                   | 19 (67)                                   | 19 (67)                                   | 16 (61)                                   | 12 (54)                                   | 9 (48)                                    | 6 (42)                                    | 11.2 (52.3)                               |
| 降水量 mm （inch）                        | 46 (1.8)                                  | 48 (1.9)                                  | 46 (1.8)                                  | 36 (1.4)                                  | 23 (0.9)                                  | 15 (0.6)                                  | 13 (0.5)                                  | 20 (0.8)                                  | 46 (1.8)                                  | 58 (2.3)                                  | 66 (2.6)                                  | 56 (2.2)                                  | 473 (18.6)                                |
| 出典：Wether Spark                        |                                           |                                           |                                           |                                           |                                           |                                           |                                           |                                           |                                           |                                           |                                           |                                           |                                           |